# Rzedowskia tolantonguensis
Rzedowskia tolantonguensis es la única especie del género monotípico Rzedowskia,  perteneciente a la familia de las celastráceas. Es originaria de México.

## Descripción
Arbusto glabro, hasta de 3 m de alto, con hojas simples, opuestas, limbos coriáceos, espatulados, con los ápices agudos o truncados, con la margen superior dentadas con una glándula en la margen de cada diente. Flores tetrámeras, sépalos y pétalos libres; estambres 4, gineceo bicarpelar, con el estilo bífido, bilocular. Fruto una sámara, con un ala, similar al de Fraxinus, semillas 4, tres abortivas y una fértil.

## Distribución y hábitat
Se distribuye en México, en el estado de Hidalgo, municipio Cardonal, en las grutas de Tolantongo (localidad tipo); en la Barranca de Tolantongo y en Metztitlan; en el estado de Querétaro, cerca de Bernal, sobre la carretera a Tolimán. También se encuentra en Guanajuato , San Luis Potosí y en Tamaulipas.
Forma parte del matorral alto subinerme y del matorral desértico rosetófilo y en general del matorral xerófilo.

## Taxonomía
Rzedowskia tolantonguensis fue descrita por Francisco González Medrano y publicado en Boletín de la Sociedad Botánica de México 41: 41–45, f. 1. 1981.